# Misophone
Misophone – brytyjski zespół muzyczny wykonujący folk psychodeliczny. Wszystkie utwory nagrywane są w domu i produkowane samodzielnie. Zespół nigdy nie wystąpił na żywo.

## Muzycy

### Skład
- Stav Herbert – multiinstrumentalista[2]
- Matthew A. Welsh – wokal, banjo, autor tekstów

## Dyskografia

### Albumy studyjne
- Where Has It Gone, All The Beautiful Music Of Our Grandparents? It Died With Them, That's Where It Went... (2007, CD)[3]
- Songs from the Cellar- Lost Songs and other relics (2008)[4]
- Be Glad You Are Only Human (2008, CD)[5]
- I Sit At Open Window (2009, CD)[6]
- Songs From An Attic (2011, CD)[7]
- Laughing at the moon (2012, CD)[8]
- Another Lost Night (2012, CD)[9]
- Before The Waves Roll In (2013, CD)[10]
- Dust In The Corners (2013, CD)[11]
- Lost At Sea (2013, CD, LP)[12]
- And So Sinks The Sun On A Burning Sea (2021, LP)[13]